# Lega Nazionale A 1947-1948 (hockey su ghiaccio)
La stagione 1947-1948 del campionato svizzero di hockey su ghiaccio ha visto campione l'HC Davos.
In occasione dei Giochi olimpici invernali 1948 il campionato si è disputato in un solo girone.

## Classifica Finale
|   | Classifica      | G | V | N | P | GF | GS | Dif | Pt |
| - | --------------- | - | - | - | - | -- | -- | --- | -- |
| 1 | Davos           | 7 | 7 | 0 | 0 | 55 | 13 | +42 | 14 |
| 2 | Arosa           | 7 | 6 | 0 | 1 | 65 | 40 | +25 | 12 |
| 3 | Basilea Sharks  | 7 | 4 | 1 | 2 | 44 | 40 | -3  | 9  |
| 4 | ZSC Lions       | 7 | 4 | 0 | 3 | 57 | 35 | +22 | 8  |
| 5 | Young Sprinters | 7 | 2 | 2 | 3 | 37 | 50 | -13 | 6  |
| 6 | Berna           | 7 | 1 | 2 | 4 | 35 | 53 | -18 | 4  |
| 7 | Losanna         | 7 | 1 | 1 | 5 | 29 | 53 | -24 | 3  |
| 8 | GCK Lions       | 7 | 0 | 0 | 7 | 26 | 64 | -38 | 0  |

LEGENDA:

G=Giocate, V=Vinte, N=Pareggiate, P=Perse, GF=Gol Fatti, GS=Gol Subiti, Dif=Differenza Reti, Pt=Punti